# Karuizawa Kazakoshi Park Ice Arena
Die Karuizawa Kazakoshi Park Ice Arena ist eine Eishalle in der japanischen Stadt Karuizawa.

## Geschichte
Die Halle wurde 1990 erbaut und sechs Jahre später eröffnet. Sie umfasst eine Curlinghalle, wo während den Olympischen Winterspielen 1998 in Nagano die Curlingspiele ausgetragen wurden, sowie eine Eisbahn für Eishockey und Eiskunstlauf. Während der Spiele konnten bis 1924 Zuschauer die Spiele vor Ort verfolgen.